# Батлер (округ Кастер, Оклахома)
Батлер (енгл. Butler, Custer County) град је у америчкој савезној држави Оклахома.

## Демографија
По попису из 2010. године број становника је 287, што је 58 (-16,8%) становника мање него 2000. године.
| Група             | 2000.       | 2010.       |
| Белци             | 293 (84,9%) | 250 (87,1%) |
| Афроамериканци    | 0 (0,0%)    | 1 (0,3%)    |
| Азијати           | 1 (0,3%)    | 0 (0,0%)    |
| Хиспаноамериканци | 41 (11,9%)  | 25 (8,7%)   |
| Укупно            | 345         | 287         |